# Ekho Mountain
Der Ekho Mountain (englisch; russisch Гора Эхо Gora Echo, deutsch ‚Echoberg‘) ist ein 1690 m hoher Berg im ostantarktischen Königin-Maud-Land. Er ragt 5 km südwestlich des Vorposten im Lomonossowgebirge auf.
Entdeckt und anhand von Luftaufnahmen kartiert wurde der Berg bei der Deutschen Antarktischen Expedition 1938/39 unter der Leitung des Polarforschers Alfred Ritscher. Norwegische Kartografen nahmen eine erneute Kartierung anhand von Luftaufnahmen und Vermessungen der Dritten Norwegischen Antarktisexpedition (1956–1960) vor. Die Benennung geht auf eine sowjetische Antarktisexpedition der Jahre von 1960 bis 1961 zurück, die das Advisory Committee on Antarctic Names 1970 in die englischsprachig transkribierte Form übertrug. Eine Verwechslungsgefahr aufgrund der ähnlichen Schreibweise besteht zum Echo Mountain auf Coronation Island im Archipel der Südlichen Shetlandinseln.